# Ryan Sharp
Ryan Sharp, född 29 april 1979 i Newtonhill, är en skotsk racerförare.

## Racingkarriär
Sharp vann han det tyska Formel Renault-mästerskapet 2003. Året efter tävlade han i Formel Renault Eurocup för Jenzerstallet. 2005 flyttade han till GP2 och körde för David Price Racing. Han tog två poäng och slutade 23:a totalt. 2006 flyttade han till WTCC och JAS Motorsport, som tävlar med bilar från Honda. Vid deltävlingen på Circuito Miguel E.Abed i Mexiko var Ryan väldigt snabb. Banan passade tydligen hans Honda Accord. I det första heatet kom han på tredje plats medan han fick bryta det andra. Efter tävlingen på Automotodrom Brno hade Ryan problem med att betala de pengar som behövdes för att han skulle få fortsätta köra för JAS. 
Ryan deltog varken i tävlingen på Istanbul Park eller Valencia och kommer troligen inte köra på Circuito da Guia i Macau. Ryan körde dock European Touring Car Cup för GR Asia i SEAT och vann båda heaten i blöta förhållanden före sin stallkamrat, irländaren Emmet O'Brien. Den store favoriten Alessandro Zanardi trivdes inte i regnet och kom endast fyra i första loppet och fick sedan bryta det andra.
2008 körde Sharp i FIA GT Championship för Maserati tillsammans med Karl Wendlinger.